# Everything, Everyday, Everywhere
Everything, Everyday, Everywhere – trzeci singel amerykańskiego rapera Fabolousa promujący album pt Loso’s Way. Gościnnie występuje piosenkarka R&B Keri Hilson. Do utworu powstał teledysk.

## Notowania
| Notowanie (2009)                              | Najwyższa pozycja |
| --------------------------------------------- | ----------------- |
| U.S. Billboard Bubbling Under Hot 100 Singles | 3                 |
| U.S. Billboard Hot R&B/Hip-Hop Songs          | 31                |
| U.S. Billboard Hot Rap Tracks                 | 10                |